# East Rochester (Ohio)
East Rochester es un lugar designado por el censo ubicado en el condado de Columbiana en el estado estadounidense de Ohio. En el Censo de 2010 tenía una población de 231 habitantes y una densidad poblacional de 209,37 personas por km².

## Geografía
East Rochester se encuentra ubicado en las coordenadas 40°44′58″N 81°2′24″O / 40.74944, -81.04000. Según la Oficina del Censo de los Estados Unidos, East Rochester tiene una superficie total de 1.1 km², de la cual 1.1 km² corresponden a tierra firme y (0%) 0 km² es agua.

## Demografía
Según el censo de 2010, había 231 personas residiendo en East Rochester. La densidad de población era de 209,37 hab./km². De los 231 habitantes, East Rochester estaba compuesto por el 98.7% blancos, el 1.3% eran afroamericanos, el 0% eran amerindios, el 0% eran asiáticos, el 0% eran isleños del Pacífico, el 0% eran de otras razas y el 0% pertenecían a dos o más razas. Del total de la población el 0.43% eran hispanos o latinos de cualquier raza.